# Лейк-Лінден (Мічиган)
Лейк-Лінден (англ. Lake Linden) — селище (англ. village) в США, в окрузі Гаутон штату Мічиган. Населення — 1014 особи (2020).

## Географія
Лейк-Лінден розташований за координатами 47°11′43″ пн. ш. 88°24′21″ зх. д. / 47.19528° пн. ш. 88.40583° зх. д. (47.195401, -88.405780).  За даними Бюро перепису населення США в 2010 році селище мало площу 2,30 км², з яких 2,00 км² — суходіл та 0,30 км² — водойми.

## Демографія
Згідно з переписом 2010 року, у селищі мешкало 1007 осіб у 481 домогосподарстві у складі 263 родин. Густота населення становила 438 осіб/км².  Було 568 помешкань (247/км²).
Расовий склад населення:
| - 97,4 % — білих - 0,7 % — корінних американців - 0,2 % — азіатів |

До двох чи більше рас належало 1,5 %. Частка іспаномовних становила 0,8 % від усіх жителів.
За віковим діапазоном населення розподілялося таким чином: 21,4 % — особи молодші 18 років, 55,2 % — особи у віці 18—64 років, 23,4 % — особи у віці 65 років та старші. Медіана віку мешканця становила 44,1 року. На 100 осіб жіночої статі у селищі припадало 104,3 чоловіків;  на 100 жінок у віці від 18 років та старших — 96,8 чоловіків також старших 18 років.
Середній дохід на одне домашнє господарство  становив 46 118 доларів США (медіана — 35 375), а середній дохід на одну сім'ю — 59 128 доларів (медіана — 45 000). Медіана доходів становила 32 813 долари для чоловіків та 31 250 доларів для жінок. За межею бідності перебувало 22,6 % осіб, у тому числі 25,4 % дітей у віці до 18 років та 17,4 % осіб у віці 65 років та старших.
Цивільне працевлаштоване населення становило 457 осіб. Основні галузі зайнятості: освіта, охорона здоров'я та соціальна допомога — 24,3 %, роздрібна торгівля — 19,9 %, мистецтво, розваги та відпочинок — 16,6 %.